# سرخ (فیلم ۲۰۰۸)
سرخ (انگلیسی: Red) فیلمی در ژانر مهیج به کارگردانی لاکی مک‌کی است که در سال ۲۰۰۸ منتشر شد. از بازیگران آن می‌توان به برایان کاکس و تام سایزمور اشاره کرد.